# Midden-Jutland
De regio Midden-Jutland (Deens: Region Midtjylland) beslaat het middelste deel van Jutland. De hoofdstad is Viborg en de grootste stad is Aarhus. De indeling in regio's vervangt sinds 2007 de Deense provincie-indeling. Midden-Jutland omvat het gebied van de oude provincies Ringkjøbing en Århus (met uitzondering van de voormalige gemeente Mariager) en delen van de oude provincies Viborg en Vejle.

## Steden en gemeenten
De regio Midden-Jutland bestaat uit de volgende gemeenten (inwoners per 1 januari 2017):
| Naam              | Inwoners |
| ----------------- | -------- |
| Aarhus            | 335.684  |
| Favrskov          | 47.915   |
| Hedensted         | 46.524   |
| Herning           | 88.386   |
| Holstebro         | 58.125   |
| Horsens           | 89.030   |
| Ikast-Brande      | 40.981   |
| Lemvig            | 20.291   |
| Norddjurs         | 38.099   |
| Odder             | 22.331   |
| Randers           | 98.118   |
| Ringkøbing-Skjern | 57.022   |
| Samsø             | 3.724    |
| Silkeborg         | 91.237   |
| Skanderborg       | 60.401   |
| Skive             | 46.540   |
| Struer            | 21.347   |
| Syddjurs          | 42.021   |
| Viborg            | 96.477   |